# Ramanagara
Ramanagara är en stad i den indiska delstaten Karnataka, och är huvudort för distriktet Ramanagara. Folkmängden uppgick till 95 167 invånare vid folkräkningen 2011.